# Szőke Márk
Szőke Márk (Budapest, 1995. július 28. –) magyar motokrossz-, enduro-, superenduro-versenyző.

## Család, gyerekkor
A Szőke család mindennapi életének része a sport – míg Márk a motorsportban, úgy testvére Szőke Alex a birkózásban szerzi a hazai és nemzetközi díjakat. 5 éves korától motorozik és pályafutása során 12 bajnoki címet, megszámlálhatatlan kupát és érmet szerzett motocross, enduro és endurocross szakágakban, a Superenduro GP Európa-Kupa ezüstérmese. Sportszakmai fejlődésében sokat köszönhet az ELTE-nek, ahol 2024-ben atlétikaedzői szakon diplomázik.[forrás?]

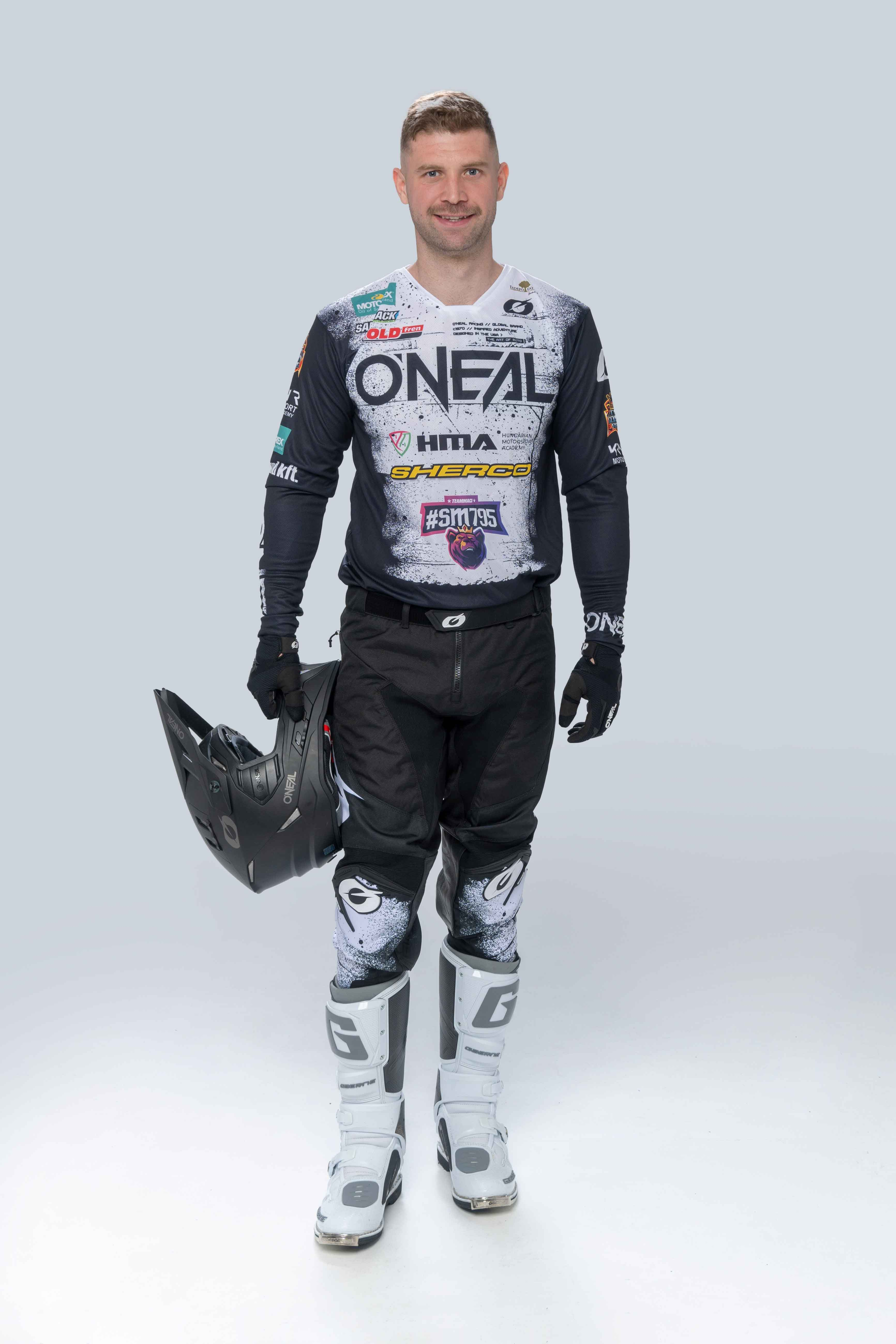
Szőke Márk

## Versenyzői pályafutás
Először 2001-ben állhatott fel a dobogó harmadik fokára a Magyar Bajnokság Mini kategóriájában már az új KTM nyergében motorozva. Id. Németh Kornél már ekkor felfigyelt kitűnő motorozására és gyorsaságára, aki a későbbiekben az egyik legmeghatározóbb szakmai mentora lett.[forrás?]
Az előző évben szerzett tapasztalatokat kamatoztatva 2002-ben a Magyar Bajnokságot megnyerte 50 cm³-ben, azonban a gyors növekedése okán a Mini szériát a szezon zárultával váltania kellett.
A KTM-et Kawasakira váltva nekivágott a 2003-as Magyar Bajnokságnak 65 cm³-es kategóriában, melyet összetettben a 6. helyen zárta. Itt már a Kawasaki Magyarország is felfigyelt tehetségére és a következő szezonban támogatott versenyzőként folytathatta menetelését.
2004-ben a Weiss Márkkal vívott nagy csatákat és a Magyar Bajnokságban összetett 2. helyig jutott. Mindössze kilenc évesen a Közép-Európa Bajnokság 2., a Junior Európa Bajnokság 5., míg a Junior Világbajnokság 4. helyezettje lett. Még ebben az évben Gyomaendrődön lehetősége volt 85 cm³-ben indulnia a nagyobb korosztályban, ahol mindenki meglepetésére a 6. helyezést ért el.
2005-ben korkedvezménnyel egy kiskerekű Kawasaki 85 cm³-rel tette próbára magát és 7. helyezést ért el a bajnokságon.
2006-ban már jöhetett a teljes értékű 85 cm³-es motor, de sajnálatos módon az egyik edzésen egy szerencsétlen baleset miatt combcsont törést szenvedett, amit 9 hét felépülés követett. Ahogy a lába rendbe jött benevezett a Szlovák Bajnokságra, melyet 2. helyezéssel zárt. Az ausztriai Langenloisban összetett 3. helyezésig jutott, míg a hazai Országos Bajnokság tököli futamának összetett eredménye alapján a dobogó második fokára állhatott. A Kőszárhegyi versenyen egy baleset következtében eltört a felkarcsontja és a versenyszezonból kiesett.
2007-ben szintén kísértették a balesetek – a nyáregyházi Magyar Bajnokságon felkarcsont és kartörést is szerzett egy szezon alatt. A felépülési holtidők ellenére is szerzett egy 3. helyet az osztrák bajnokságon továbbá az Adria Kupa első helyezettje lett. Év végén magassága miatt ismét váltani kényszerült és egy 125 cm³-es motor nyergébe pattant.
2008-ban korkedvezménnyel még nagyobb motorral próbálkozott, egy négyütemű Kawasaki KXF 250 személyében. Ebben az évben is ki kellett hagynia néhány futamot, de eredményeire nem panaszkodhat: Magyar Nyílt Junior Bajnokság MX2 3., Magyar Nemzetközi Motocross Bajnokság MX2 8., Magyar Köztársaság Kupa Élsport MX2 5., Szlovák-Magyar Kupa Mx2 5. és a Szlovák Junior Bajnokság MX2 3. helyezéseit szerezte meg.
2009 év elejét sérüléssel kezdte, ezért több futam is kimaradt a Magyar Nemzetközi Junior Motocross Bajnokságból, de így is egy összetett 4. helyet szerzett. Monoron MX2 Pro kategóriában a dobogó harmadik fokára állhatott, de egy baleset következtében kulcscsonttörést szenvedett. Még ebben az évben a Kawasaki Magyarország Motorsport Egyesület csapatbajnok lett.
Szőke Márk segítségével 2010-ben a Kawasaki Magyarország Motorsport Egyesület csapatbajnok lett (A csapat további versenyzői: Grillmayer Gábor, Borka János és Pál Vencel), de a szezonját további sérülések nehezítették. A Magyar Bajnokság monori futamán kulcscsonttörést szenvedett, ennek ellenére a magyar Nemzetközi Junior Motocross Bajnokság I. osztály Junior MX2 összetett második legjobb versenyzője lett. A hazai versenyek mellett Közép-Európa Bajnokság MX2 kategóriában is elindult és meg is nyert.
2011-es szezon nagyobb, 450 cm³-es motort és felsőbb osztályt hozott. A magyar Nemzetközi Bajnokság MX Open kategóriájának második legjobb versenyzőjévé avanzsált. A csapatbajnokságon pedig a Kawasaki Ivanics Team színeiben a harmadik helyet szerezték meg (Zsigovits Norbert, Grillmayer Gábor és Firtosvári Gábor társaságában). A hazai versenyek mellett a nyílt Cseh Bajnokság futamain is rajthoz tudott állni és a Junior Világbajnokságon 8. helyezéssel zárt.
2012-ben a HTS Team motocross csapathoz állt és Lécz Gergelyel szoros küzdelemben egy felettébb látványos szezon után megnyerte a Magyar Bajnokság MX1-es kategóriáját. Ilyen fiatalon korábban még nem nyert senki ebben a kategóriában. A szezonzáró csapatversenyen Szvoboda Bence, Déczi Balázs és Varga Imre társaságában megnyerték a csapatbajnoki vándorserleget is. Továbbá sikerült indulnia a horvátországi Mladinában megrendezett MX3-as világbajnoki futamon, illetve a megszerezte az első Hegylakó kupáját. 2012-ben a magyar válogatott legtöbb pontot szerző versenyzője lett. Az MX Mánia Magyar Kupa első helyezettje.
2013-ban a HTS Team KTM-re váltott és Márkkal együtt megszerezték az Élsport magyar csapatbajnoki címet. A magyar Nemzetközi Motocross Bajnokságon I. osztály MX1 Open kategóriában második helyet ért el és az Élsport csapatbajnokságon Déczi Balázzsal és Németh Kornéllal karöltve megszerezték az első helyet is. German Cross-Country bajnokság egyik futamán is részt vett, ahol a királykategória 5. helyét szerezte meg. Az osztrák bajnokság néhány fordulóján elindult és dobogós helyezést ért el és a Hegylakó Kupát is megnyerte.
2014-ben Márk távozott a HTS Team kötelékéből és a KTM OKR Teamnél folytatta pályafutását. A Magyarország Nemzetközi Motocross Bajnokság Élsport MX1-ben második helyen végzett. Ezen kívül két fordulót motorozott a MAMS Motocross Nyugat Kupán is. A Bulgáriában megrendezett Európa Bajnokságon egy 4. és 5. helyezést hozott. Sorozatban harmadszor szerezte meg a Hegylakó kupa arany serlegét.
2015-ben a MX Mánia Nemzetközi Motocross Kupa Pro MX1-ben indult, de csak két futamon vett részt. A Team Tóth Suzuki színeiben Pergel Márkkal és Hsu Briannal az Élsport Pro kategória harmadik helyezettjei lettek a Magyarország Nemzetközi Motocross Csapatbajnokságon. Megszerezte a negyedik Hegylakó Kupa elsőbbségét és a Magyar Bajnokságon 4. helyezést ért el. A szezonban könyöksérüléssel küszködött, de így is példás eredményekkel büszkélkedhetett.
2016-os esztendőben FIM Motocross of Nations csapat-világbajnokságon a magyar válogatott színeiben vett részt Szvoboda Bence és Hugyecz Erik társaságában, ahol a 27. helyen zártak a megmérettetésen. A Magyarország Nyílt Nemzeti Motocross Bajnokság I. osztály élsport MX1 negyedik helyén végzett, az MX Mánia Nyílt Motocross Kupa I. osztály MX1 első helyét szerezte meg és begyűjtötte a Hegylakó kupa sorozatban 5. arany serlegét is.
2017 Motoaction Monpet Team csapat tagjaként az MX Mania Motocross Kupasorozatot megnyerte I. osztály élsport Open kategóriában, míg a Magyarország Nyílt Nemzeti Motocross Bajnokság összetett eredményével Hugyecz Erik mögött állhatott fel a dobogó második fokára.
2018-ban a motorozást fel akarta hagyni és tanulmányaira szeretett volna nagyobb hangsúlyt fektetni. Végül a motorozást munka és a tanulás mellett szülei támogatásával folytatta, de főként endurocross és enduro szakágakra koncentrálva. A motocrossban mindenesetre ebben a szezonban is indult a Hegylakó Kupán, melyet hatodszor is megnyert. Endurocross-ban első alkalommal a Királyválasztón indult és a dobogó második fogáig küzdötte magát.
A következő, 2019-es szezon során a Hegylakó Kupán immár hetedszer, továbbá a Királyválasztón is a dobogó tetejére állhatott. Az Endurocross Országos Bajnokságot megnyerte és a szezon közepén a SuperEnduro Kupa komáromi futamán kipróbálta magát a superenduroban is. A számára új szakágban az összesített pontok alapján is azonnal a legjobb négy pilóta között találta magát. Ebben az esztendőben ismerkedett meg a Sherco Magyarországgal és váltotta le 450-es KTM-jét egy új Shercora.
Az Ácsi Motoracing Team SE csapat tagjaként 2020-ban a magyar Endurocross Bajnokság Pro2 kategória bajnoka lett. Mellette indult a magyar Nyílt Nemzeti Enduro Bajnokságon, de nem minden fordulón tudott részt venni, így összetett ötödik helyen végzett. A motocross-t nem akarta abbahagyni, de már kevésbé volt hangsúlyos – a magyar Nyílt Nemzeti Motocross Bajnokságon három etápot kihagyva az összetett hetedik helyet szerezte meg. Lehetőséget kapott a Superenduro GP Európa Kupán való részvételre, de a döntőig nem jutott el. Ekkor állt neki létrehozni a gyáli superenduro pályát, ahol minden olyan elemet gyakorolhat, ami motorozás technikailag és fizikai felkészültségében előrébb viszi a jövőben. A szezon számára legszebb élménye az volt, amikor a Királyválasztón legyőzte Štefan Svitkot, a 20-szoros szlovákiai enduro, háromszoros Európa-bajnok és Dakar-rally ezüstérmes versenyzőt és elnyerte a dombok királyának járó koronát.
2021. május 9-én Béren az Endurocross Országos Bajnokságon eltörte a sípcsontját, de ettől függetlenül korábbi bajnok riválisait legyőzve befejezte a versenyt és megnyerte a futamot. A szezon során MOTAM versenyző lett, így világkupasorozatokra is alkalma nyílt elmenni. Az olaszországi Enduro Világ-Kupán összetett 4. helyet, míg a portugál Enduro Világ-Kupán a 2. helyet szerezte meg. Királyválasztót technikai probléma miatt fel kellett adja. Hazai enduro versenyeken is indult, de főként a télen kezdődő Superenduro Európa-Kupára készült, melyen végül Lodzban a hatodik helyen zárt.
2022-ben az Enduro-világbajnokságon kategóriájának kilencedik helyét szerezte meg, összetettben a 13. helyen végzett. Kihagyva a szezon 5 futamát sikerült összetett harmadik helyet elérnie a hazai Nyílt Enduro Szakág Abszolút Bajnokságának I. osztályának Veterán kategóriájában. A Superenduro GP Európa Kupán 5. helyén végzett, továbbá megnyerte az Enduro Magyar Bajnokságot. Az Enduro világbajnokság zalaegerszegi futamán a 9. helyen ért célba, így az összetett eredmények alapján 13. helyen végzett (Billy Bolt 14. hely).
Kitartásának és a folyamatos edzéseknek köszönhetően a Superenduro GP Európa Kupán négy döntős futamból kettőt is a dobogó felső fokán ünnepelhetett, összetettben pedig a második helyen végzett Dan Peace mögött. A 2023-as Európa Kupán szerzett helyezésével bejutott a világ legjobb superenduro versenyzői közé, vagyis a Prestige kategóriába. Németországban, majd később a romániai futamon is sérült, de még a hazai közönség előtt szeretett volna bizonyítani a 2024. február 3-án a budapesti MVM Dome-ban megrendezett világbajnoki fordulón. A fájdalmai ellenére is befejezte a versenyt, de térdsérülése miatt a világbajnokság 11. helyezettjeként búcsúzott el a közönségtől, és 2024. február 20-án újabb térdműtéten esett át.[forrás?]